# 북샵 (영화)
"북샵"(영어: The Bookshop)은 2017년 공개된 드라마 영화이다. 퍼넬러피 피츠제럴드의 1978년 동명 소설을 원작으로 한다. 잉글랜드 서퍽주 하드버러에 서점을 여는 과부의 이야기를 그린다.
에밀리 모티머, 퍼트리샤 클라크슨, 빌 나이 등이 출연한다. 제32회 고야상에서 작품상, 감독상, 각색상을 수상하였다.

## 출연
- 에밀리 모티머 - 플로렌스 그린 역
- 퍼트리샤 클라크슨 - 바이얼릿 가마트 역
- 빌 나이 - 에드먼드 브런디시 역
- 아너 니프시 - 크리스틴 역
- 줄리 크리스티 - 늙은 크리스틴 목소리 역
- 제임스 랜드 - 마일로 노스 역
- 하비 베넷 - 월리 역
- 레그 윌슨 - 가마트 장군 역
- 마이클 피츠제럴드 - 레이븐 역